# SYMPATHY (ARBのアルバム)
『SYMPATHY』（シンパシー）は、1989年11月8日にリリースされた、ロックバンドARBの12枚目のスタジオ・アルバム。

## 解説
先行シングル「MURDER GAME」は、遊び相手の少年を殺した男に対する石橋凌の怒りを反映した曲で、歌詞が東京・埼玉連続幼女誘拐殺人事件を想起させることから、NHKでは放送禁止楽曲に指定された。本作が最初の解散前の、最後のオリジナル・アルバムとなった。

## 収録曲
1. SYMPATHY
2. ROCK THE GUERRILLA
3. URBAN FREEWAY
4. MURDER GAME
5. CLASSICAL HARMONY
6. ALL THE CHILDREN'S LOVE
7. SCRAMBLE WORLD
8. GOLDEN TIME
9. 一人ぼっちの世界
10. NO EASY ROAD
11. SOUL TO SOUL
12. 抵抗の詩
13. 明日へのBOOGIE